# Leroy Sherrier Lewis
Leroy Delano Sherrier Lewis (ur. 22 maja 1945 w Limón, zm. 13 września 2021) – kostarykański piłkarz występujący na pozycji napastnika, trener piłkarski.

## Kariera klubowa
Lewis pochodzi z portowego miasta Limón, gdzie wychowywał się w dzielnicy Roosevelt. Podczas swojej kariery piłkarskiej występował na pozycji napastnika w klubach AD Limonense i CS Uruguay de Coronado, balansujących pomiędzy pierwszą, a drugą ligą kostarykańską. W najwyższej klasie rozgrywkowej grał w latach 1964–1966 (33 mecze i 2 gole dla Limonense) i 1968–1970 (43 mecze i 7 goli dla Uruguayu).

## Kariera szkoleniowa
Po zakończeniu kariery piłkarskiej Lewis został szkoleniowcem. Ukończył kursy trenerskie w Kostaryce, Meksyku i Anglii, brał również udział w międzynarodowych seminariach trenerskich organizowanych przez FIFA i The Football Association. Był jednym z pierwszych kostarykańskich trenerów wykształconych w Europie. Przez lata pracy w ojczyźnie wyrobił sobie renomę specjalisty od osiągania ponadprzeciętnych wyników z małymi klubami, gdzie potrafił umiejętnie opierać drużynę na mieszance doświadczonych i młodych zawodników. Pracę jako trener rozpoczął w swoim macierzystym AD Limonense, który w sezonie 1981 sensacyjnie doprowadził do wicemistrzostwa Kostaryki – największego sukcesu w jego historii. Odszedł jednak z klubu ze względu na różnice zdań z zarządem. 
Ze skromną drużyną AD Sagrada Familia Lewis również odniósł największe osiągnięcie w jego dziejach, zajmując z nią trzecie miejsce w lidze kostarykańskiej w sezonie 1983. W 1984 roku wziął udział w Pucharze Mistrzów CONCACAF, gdzie jego Sagrada Familia w pierwszej rundzie wyeliminowała po serii rzutów karnych gwatemalski Suchitepéquez (0:0, 1:1, 5:3 k), a w drugiej rundzie odpadła z honduraską Vidą (0:1, 0:1). Następnie prowadził Municipal Puntarenas, a później AD Guanacasteca. Z Guanacastecą zajął wysokie jak na możliwości klubu, piąte miejsce w lidze kostarykańskiej.
Dzięki udanej pracy z mniejszymi drużynami, w 1987 roku Lewis zastąpił Czechosłowaka Josefa Bouškę na stanowisku trenera krajowego potentata LD Alajuelense. W 1988 roku wywalczył z nim nieoficjalne klubowe mistrzostwo Ameryki Środkowej – Torneo Centroamericano CONCACAF (kwalifikacje do Pucharu Mistrzów CONCACAF). Niedługo potem odszedł jednak z Alajuelense i powrócił do pracy z niżej notowanymi zespołami. W sezonie 1989 doprowadził do trzeciego miejsca w lidze CS Uruguay de Coronado. Trenował również AD San Carlos, AD Turrialba, AD Carmelita (z którym spadł do drugiej ligi w sezonie 1993/1994), drugoligowy już wówczas AD Limonense, trzecioligowy Cahuita FC (wicemistrzostwo rozgrywek) oraz Municipal Limeño z Salwadoru. Ogółem poprowadził swoje drużyny w 464 spotkaniach pierwszej ligi kostarykańskiej, co jest 10. wynikiem w historii. Pracował również jako agent celny.
Pod koniec lat 90. Lewis był zatrudniony w Kostarykańskim Związku Piłki Nożnej, najpierw jako członek komisji technicznej, a następnie jako generalny koordynator reprezentacji narodowych. Był selekcjonerem reprezentacji Kostaryki kobiet, którą poprowadził w 2000 roku na Złotym Pucharze CONCACAF. Jego podopieczne po porażkach z Brazylią (0:8) i USA (0:8) oraz remisie z Trynidadem i Tobago (2:2) odpadły z turnieju w fazie grupowej. Po tym turnieju otrzymał propozycję poprowadzenia reprezentacji Belize, którą przyjął we wrześniu 2000. W kwietniu 2001 doprowadził ją do pierwszego zwycięstwa w historii, w meczu towarzyskim z Nikaraguą (2:0). W maju Belizeńczycy wzięli udział w Pucharze Narodów UNCAF (środkowoamerykańskich kwalifikacjach do Złotego Pucharu CONCACAF). W fazie grupowej najpierw ulegli Kostaryce (0:4), lecz następnie świetnie zaprezentowali się w meczu z faworyzowaną Gwatemalą (3:3). Zawodnicy Lewisa, początkowo przegrywający 0:2, zdołali odrobić straty i sensacyjnie wyjść na prowadzenie 3:2, tracąc wyrównującą bramkę dopiero w końcówce po kontrowersyjnym rzucie karnym. Remis z Gwatemalą, po którym Belizeńczycy odpadli z turnieju, był zarazem pierwszym punktem wywalczonym przez Belize w historii ich występów na Pucharze Narodów.
Bezpośrednio po Pucharze Narodów Lewis został niespodziewanie zwolniony przez prezesa Belizeńskiego Związku Piłki Nożnej (BNFA), skonfliktowanego z nim Bertiego Chimilio, pod pretekstem jego deklaracji wygłoszonych po meczu z Gwatemalą (selekcjoner skrytykował sędziego i groziła mu kara zawieszenia od UNCAF). Decyzja Chimilio (podjęta przy sprzeciwie większości zarządu BNFA) spowodowała wzburzenie w belizeńskim środowisku piłkarskim, a zawodnicy drużyny narodowej otwarcie protestowali przeciwko zwolnieniu Lewisa. Po powrocie do ojczyzny Lewis trenował drugoligowe zespoły AD Guanacasteca (awansował z nią do pierwszej ligi w sezonie 2001/2002, lecz tam został zwolniony już po trzech kolejkach) i Municipal Puntarenas. Następnie pracował jako konsultant piłkarski w Nowym Jorku.
W październiku 2012 Lewis po raz kolejny został selekcjonerem reprezentacji Belize, zatrudniony już przez nowego prezesa federacji piłkarskiej, Ruperto Vicente. W styczniu 2013 poprowadził ją w Copa Centroamericana (kontynuacja Pucharu Narodów UNCAF), gdzie dzięki grupowemu remisowi z Gwatemalą (0:0) i zwycięstwu z Nikaraguą (2:1) Belizeńczycy wyszli z grupy i po raz pierwszy w historii zakwalifikowali się na Złoty Puchar CONCACAF. Mecz z Nikaraguą był pierwszym zwycięstwem Belize w historii ich występów na Pucharze Narodów/Copa Centroamericana. Bezpośrednio po historycznym osiągnięciu zrezygnował z pracy z reprezentacją, lecz ostatecznie pozostał na stanowisku, by w marcu 2013 złożyć definitywną rezygnację z powodów osobistych. Latem Belizeńczyków w rozgrywkach Złotego Pucharu poprowadził już Ian Mork.
Kilka miesięcy później Lewis został trenerem czołowego belizeńskiego klubu Belmopan Bandits FC, z którym wywalczył dwa z rzędu mistrzostwa Belize (2013/2014 Opening, 2013/2014 Closing). W sierpniu 2014 już trzeci raz objął reprezentację Belize i wziął z nią udział w Copa Centroamericana. Tym razem jego podopieczni nie zdołali jednak wywalczyć żadnego punktu – w fazie grupowej ulegli kolejno Hondurasowi (0:2), Gwatemali (1:2) i Salwadorowi (0:2). Następnie był trenerem w jednej ze szkółek juniorskich w Heredii, by w czerwcu 2019 ponownie zostać szkoleniowcem Belmopan Bandits FC. Poprowadził go w dwumeczu rundy kwalifikacyjnej Ligi CONCACAF (środkowoamerykańskich eliminacji do Ligi Mistrzów CONCACAF) z kostarykańskim Deportivo Saprissa (0:3, 0:3). Jego wielki wkład w rozwój piłki nożnej w Belize był wielokrotnie podkreślany przez media, które określały go „bohaterem” i najlepszym zagranicznym trenerem kiedykolwiek pracującym w Belize.